# Brachys virgo
Brachys virgo es una especie de escarabajo barrenador metálico del género Brachys, categorizada en la tribu Trachyini, de la subfamilia Agrilinae.

## Taxonomía
Fue descrita por Obenberger en 1941 y publicada en Obenberger J. De sex generis Brachys speciebus novis (Col. Bupr.). ?est nových druhç krascç z rodu Brachys. Acta Entomologica Musaei Nationalis Pragae 19:154-157. (1941).